# Манастир Светог Христофора
Манастир Светог Христофора се налази у селу Мислођин, на територији градске општине Обреновац, припада Архиепископији београдско-карловачкој Српске православне цркве. Манастирска црква је подигнута над остацима мање триконхалне цркве, чији темељи су сачувани и налазе се у својеврсној крипти данашњег храма.

## Предање о постојању манастира
По предању на простору данашњег Мислођина, постојала је хришћанска црква у време Римљана, да би у 13. веку краљ Драгутин, користећи се њеним грађевинским материјалом подигао манастир св. Христофора. Манастиру су припадала села Мислођин, Јасенак део Барича, воденице на реци Колубари, рибњаци на локалитету Језеро и у Баричу, пчелињаци на месту Кованчине и виногради у Јасенку.
Манастир је срушен 1521. године, када је турска војска из правца Шапца кренула у освајање Београда. У историјским изворима црква се помиње у 16. веку. У тадашњем попису царских хасова у београдској нахији из 1560. године налази се манастир Христофор код села Барича. Последњи пут је срушен у аустроугарско-турским сукобима током 18. века. Материјал са рушевина и надгробни споменици користили су се 1824. године за изградњу старе цркве у Палежу (Обреновац), да би са изградњом нове цркве били уступљени за изградњу цркве у Баричу 1868. године.

## Остаци раније цркве
Од 1966. године, после истраживања које је обављао Музеј града Београда, претпоставља се да је црква подигнута у 15. веку, за време деспота Стефана Лазаревића, а обновљена у другој половини 16. века. По триконхалном решењу основе цркве, манастир Светог Христофора везује се за групу споменика моравске школе у централној Србији.
Остаци раније сакралне грађевине се налазе на падини према Бачевачком потоку, који су испитани и конзервирани. Зидана је од опеке са дебелим фугама малтера, чији су зидови наоса само су делимично очувани, док је олтарска апсида потпуно уништена. У левој конхи и западном зиду припрате живопис је фрагментарно очуван. Међутим, по основи и материјалу од којег је грађена, црква се не може датовати у 13. век, већ као скромна сеоска црквица припада каснијем периоду.

## Обнова манастира
Почетак обнове се везује за, тада монахињу Јустину, данас игуманију манастира и њен долазак из Канаде у Србију, крајем 2010. године. Митрополит Амфилохије је по доласку упућује у Мислођин са задатком да обнови и подигне манастир. По доласку на црквине осим остатака некадашње цркве затекла је само зградицу голих зидова, без икаквих услова за живот. Од тада, радило се на уређењу простора, пошто је било све зарасло у трње и шикару, изградњу асфалтног пута и прикупљања средстава и потребних дозвола за почетак градње. Тако је дошла и 2014. година, када се по добијању свих потребних дозвола и пројектне документације, уз помоћ Љубинке Пејице као ктитора, започела се градња 12. новембра, на дан када се у православљу светкује Свети краљ Драгутин. Приликом копања темеља новог храма пронађене су очуване кости пострадалих монаха, које су данас положене у кивоте у крипти манастирског храма.
Манастир је 4. октобра 2015. године освештао Патријарх српски Иринеј, уз присуство верника, многих ктитора градитеља и приложника.